# フリオ・エリセギ
フリオ・アントニオ・エリセギ・カンス（Julio Antonio Elícegui Cans、1910年12月5日 - 2001年8月31日）は、スペイン・カステホン出身の元サッカー選手。ポジションはFW。

## クラブ経歴
1930-31シーズン、レアル・ウニオンでプロデビューし、1932-33シーズンはセグンダ・ディビシオンで30ゴールを挙げて得点王に輝いた。1933年、同じくセグンダに在籍していたアトレティコ・マドリード (当時はアスレティック・マドリード)に移籍し、加入1年目のシーズンはリーグ戦15ゴールを挙げた。
1936年7月から開戦したスペイン内戦の影響でリーグ戦が中断した後、1938年にデポルティーボ・アラベスへ加入した。翌年からはアトレティコ・アビアシオンへと改名した古巣アトレティコ・マドリードに1シーズンのみ在籍し、リカルド・サモラ監督の下、クラブは初のラ・リーガ優勝を果たし、エリセギも10得点を記録した。
1940年、セグンダ・ディビシオンのデポルティーボ・ラ・コルーニャに移籍した。デポルティーボでは、1シーズン目からレギュラーとして活躍し、リーグ戦18試合で26得点を挙げて、自身2度目となるセグンダ得点王を獲得。クラブもラ・リーガ昇格を達成した。1943-44シーズンは、当時はアマチュアリーグだったテルセーラ・ディビシオンのヒムナスティック・タラゴナに在籍し、1シーズンを過ごしたが、膝の怪我もあって同シーズン終了後に33歳で現役を引退した。

## 代表経歴
1933年4月2日、ポルトガル代表との親善試合でスペイン代表デビューを果たすと、デビュー戦ながら2ゴールを挙げた。同年5月21日のブルガリア代表戦ではハットトリックも記録した 。

### 代表ゴール
| No. | 日付          | 会場                                                       | 対戦国         | 得点 | 結果 | 大会     |
| --- | ------------- | ---------------------------------------------------------- | -------------- | ---- | ---- | -------- |
| 1   | 1933年4月2日  | バライードス, ビーゴ, スペイン                             | ポルトガル     | 2–0  | 3–0  | 親善試合 |
| 2   | 1933年4月2日  | バライードス, ビーゴ, スペイン                             | ポルトガル     | 3–0  | 3–0  | 親善試合 |
| 3   | 1933年4月30日 | スタディオンSKユーゴスラビア, ベオグラード, ユーゴスラビア | ユーゴスラビア | 1–0  | 1–1  | 親善試合 |
| 4   | 1933年5月21日 | エスタディオ・チャマルティン, マドリード, スペイン         | ブルガリア     | 5–0  | 13–0 | 親善試合 |
| 5   | 1933年5月21日 | エスタディオ・チャマルティン, マドリード, スペイン         | ブルガリア     | 6–0  | 13–0 | 親善試合 |
| 6   | 1933年5月21日 | エスタディオ・チャマルティン, マドリード, スペイン         | ブルガリア     | 8–0  | 13–0 | 親善試合 |

## タイトル

### クラブ
アトレティコ・アビアシオン
- ラ・リーガ : 1回 (1939-40)

### 個人
- ピチーチ賞 : 2回 (1932-33, 1940-41)